# 萩野祐矢
萩野 祐矢（ばらの ゆうや、10月4日 - ）は、日本の俳優。高知県出身。Fing's所属。

## 人物
- 血液型は不明
- 元々は地元高知の劇団に子役として所属。
- 現在はFing'sに所属、活動している。
- スリーサイズはBWH89/77/93。
- 足のサイズは24.5cm。
- 趣味と特技が彫金（jewelryの制作）、ドラム演奏、9歳までの子供の寝かしつけを上げている。過去に自身が製作した指輪がOfficial髭男dismの衣装にも使われている。

## 出演

### 舞台
- 異形の血を継ぐ者『散れ桜よ、刻天ノ証ニ 2024』（2024年6月19日 - 24日、俳優座劇場）[1]